# Llista negra de companyies aèries de la Unió Europea en 2016
La següent és una llista de companyies aèries prohibides a la Unió Europea. La Comissió Europea, a través de la Comissió, el Reglament (CE) n. 474/2006, de 22 de març de 2006, va establir una llista de les companyies aèries prohibides a la UE (una llista negra). Inclou totes les companyies aèries prohibides a l'espai aeri dels Estats membres i les companyies aèries amb les restriccions imposades sobre ells. La llista correspon al 8 de desembre de 2016.

## Procediment legal
El procés pel qual una companyia aèria és inclosa en la llista negra s'estableix en el Reglament (CE) n. 2111/2005 del Parlament Europeu i del Consell. Es tracta de les consultes entre les agències reguladores dels Estats membres, les institucions de la Unió Europea, les autoritats responsables de la supervisió de la companyia aèria en qüestió, i la pròpia companyia aèria. Abans que aparegui en la llista, cada companyia té dret a presentar queixes. La llista varia segons els canvis que s'introdueixin en les respectives aerolínies. La Comissió Europea publica la llista actualitzada a internet.
La llista és part d'un procés per millorar les normes de seguretat i identificar les companyies aèries que operen per sota dels nivells bàsics de seguretat. La Unió Europea ha decidit prohibir a les companyies aèries en espai aeri europeu quan són insegures. En juny de 2016 es van aixecar totes les restriccions a les aerolínies de Zàmbia, a Air Madagascar, Iran Air, Lion Air, Citilink i Batik Air, i foren eliminades de la llista d'aerolínies prohibides.

## Llista d'aerolínies prohibides

### Annex B
L'Annex B de la llista de la UE cobreix les companyies aèries que estan restringides a operar només certes aeronaus dins de la UE. A les companyies aèries que figuren a l'annex B se'ls podria permetre l'exercici de drets de trànsit utilitzant avions llogats amb tripulació d'una companyia aèria que no estigui subjecta a una prohibició d'explotació, sempre que compleixin les normes de seguretat pertinents. Inclou les següents línies aèries, amb el Certificat d'Operador Aeri emès en els països respectius: